# 印支小麝鼩
印支小麝鼩（学名：Crocidura indochinensis），一种分布于东南亚中南半岛和中国南方等地区的小型哺乳动物，隶属于鼩鼱科麝鼩属。本种原被视为南小麝鼩（Crocidura horsfieldi）印支亚种，现升级为独立种。中国有时将本种称为“南小麝鼩”。
其种加词“indochinensis”意为“印度支那的”。